# Michele Navarra
Michele Navarra (Corleone, 5 gennaio 1905 – Prizzi, 2 agosto 1958) è stato un mafioso italiano.
Soprannominato 'U patri nostru, fu boss della famiglia di Corleone dal 1945 al 1958.

## Biografia

### Le origini
Primogenito di otto figli, nacque a Corleone, in provincia di Palermo, il 5 gennaio 1905, da Giuseppe, geometra e piccolo possidente terriero (1872-1952), e dalla coniuge Caterina Di Miceli (1880-1962). La sua famiglia, appartenente alla borghesia, figurava tra le più cospicue della cittadina, dove il padre era membro del Circolo dei Nobili, e vi svolgeva anche l'attività di insegnante nella locale scuola agraria. La madre era sorella di Giovanna Di Miceli, moglie di Angelo Gagliano, ritenuto il primo storico boss mafioso di Corleone, assassinato da ignoti nel 1930.
Navarra, dopo aver frequentato le scuole ordinarie a Corleone, si iscrisse all'Università di Palermo, dapprima alla facoltà di ingegneria, e successivamente a quella di medicina e chirurgia, ove conseguì la laurea nel 1929. L'anno medesimo ottenne l'abilitazione per l'esercizio della professione di medico chirurgo dopo aver superato l'esame presso l'Università di Messina. Nel 1930 passò alla Scuola militare di sanità del Distretto di Palermo, dove conseguì il grado di sottotenente medico di complemento. Congedato dal servizio militare, prestato a Trieste, nel 1931 fece ritorno a Corleone, dove venne nominato medico condotto. L'anno seguente, nel 1932, divenne caporeparto di medicina interna dell'Ospedale dei Bianchi di Corleone.
Nel 1936 sposò la compaesana Tommasa Cascio, il cui padre Antonino era cugino della moglie di Giuliano Riela, noto pregiudicato e membro della cosca di Corleone.

### Il boss di Corleone
Durante il Ventennio, Navarra non ebbe rapporti con il Fascismo, da cui rimase estraneo. Dopo la caduta del regime di Mussolini, che fu conseguenza dell'occupazione alleata della Sicilia, Navarra si avvicinò al Movimento per l'Indipendenza della Sicilia fondato nell'isola nel 1943, e con questa adesione poté consolidare importanti rapporti di amicizia con grossi esponenti mafiosi del tempo, quali Calogero Vizzini, Giuseppe Genco Russo e Vanni Sacco.
Nel 1945, il cugino Angelo Di Carlo, membro della famiglia di Corleone di ritorno dagli Stati Uniti, dove era riparato in epoca fascista per sfuggire alla repressione operata dal prefetto Cesare Mori, depose l'allora boss Calogero Lo Bue e nominò nuovo capo della cosca Navarra, già designato in quel ruolo proprio da Lo Bue due anni prima. Di Carlo e Navarra riuscirono a precedere il mafioso corleonese Vincenzo Collura, detto "mister Vincent", rimpatriato dagli Stati Uniti per prendere le redini della cosca; questi dovette rinunciare, venendo però nominato vicecapo di Navarra.
Il primo delitto di matrice mafiosa compiuto dopo l'insediamento del Navarra al comando della cosca di Corleone, fu quello di Liborio Ansalone, comandante dei vigili urbani locali, che in epoca fascista aveva collaborato con gli uomini del prefetto Mori per fare arrestare numerosi mafiosi a Corleone. Nel periodo 1945-48, il numero complessivo di omicidi compiuti a Corleone fu di 46 unità, a cui si aggiungevano 49 tra rapine ed estorsioni, 352 furti e 118 danneggiamenti.
Nell'immediato dopoguerra, Navarra ebbe altri incarichi, quali medico fiduciario dell'INAM e delle Ferrovie dello Stato, presidente della sezione coltivatori diretti e fiduciario del consorzio agrario. Nel 1946, dopo l'omicidio del direttore del nosocomio corleonese il dottor Carmelo Nicolosi per mano ignota, Navarra occupò anche quella carica, prima come reggente e poi, dal 1948, come titolare. Il Nicolosi, professionista serio e stimato, non era in alcun modo colluso con la mafia. Nello stesso periodo, assieme al fratello minore Giuseppe costituì una società di autolinee, la INT Sicilia, grazie alla raccolta degli automezzi militari abbandonati dall'AMGOT, il governo militare alleato, il cui diritto esclusivo gli era stato assicurato da Di Carlo. Questa ditta, nel 1947, venne rilevata e assorbita dalla Regione Siciliana, che costituì l'Azienda Siciliana Trasporti, dove lo stesso Giuseppe Navarra ricoprì l'incarico di direttore generale.
Navarra in quel tempo controllava anche il settore politico-economico tramite i voti: dopo la fine dell'indipendentismo siciliano, alle politiche del 1948 sostenne il Partito Liberale Italiano, e negli anni seguenti fece confluire i voti verso la Democrazia Cristiana, diventando capo-elettore di Calogero Volpe, Giuseppe Alessi, Bernardo Mattarella, Salvatore Aldisio e Mario Scelba.

### Gli omicidi di Placido Rizzotto e di Giuseppe Letizia
Il 10 marzo 1948, il sindacalista Placido Rizzotto, segretario della Camera del Lavoro di Corleone, fu sequestrato da ignoti e fatto sparire. Seviziato ed ucciso, il suo cadavere fu gettato in un crepaccio della Rocca Busambra: alcuni reperti ossei rinvenuti un anno più tardi, nel dicembre 1949, furono ritenuti resti mortali del sindacalista grazie al riconoscimento dei suoi indumenti fatto dal padre Carmelo. Le indagini del ritrovamento furono condotte da Carlo Alberto Dalla Chiesa. Tuttavia nuove ricerche condotte molti anni dopo dalla Polizia di Stato di Corleone hanno portato, il 7 luglio 2009, al rinvenimento di un altro scheletro che successive analisi del DNA hanno dimostrato essere quasi certamente quello di Rizzotto, e che è stato sepolto a Corleone il 24 maggio 2012 con funerali di Stato alla presenza  del presidente della repubblica Giorgio Napolitano.
Fin dal 1945, Rizzotto si era fatto promotore di un movimento contadino in lotta contro i latifondisti, ed era stato in più occasioni protagonista di occupazioni delle terre incolte di loro proprietà, affidate in gestione ai gabellotti e campieri membri della cosca. Pertanto, a commissionare il suo omicidio sarebbe stato il Navarra, capocosca e rappresentante degli interessi dei latifondisti. Secondo alcune testimonianze dell'epoca, Rizzotto si sarebbe opposto alla richiesta di iscrizione al locale circolo di ex combattenti fatta dal Navarra. Lo scontro con Rizzotto fu anche di natura politica, poiché questi era membro dell'ala intransigente del Partito Socialista Italiano, e Navarra tentò in tutti i modi di far passare i socialisti locali verso l'area socialdemocratica.
La notte in cui avvenne il delitto Rizzotto, il pastorello Giuseppe Letizia, che aveva dodici anni, era nelle campagne del feudo Malvello di Corleone ad accudire il proprio gregge. Il giorno seguente fu trovato delirante dal padre, che lo condusse all'Ospedale dei Bianchi di Corleone, diretto proprio da Michele Navarra. Lì, il ragazzo, in preda a una febbre alta, raccontò di un contadino che era stato assassinato nella notte. Curato con un'iniezione, morì ufficialmente per tossicosi, sebbene si ritenga che al ragazzo sia stato somministrato veleno. Il Letizia era stato curato dal dottor Ignazio Dell'Aira che, poco dopo la morte del giovane, partì senza alcun motivo per l'Australia.
Le indagini condotte all'epoca dall'autorità giudiziaria sul delitto Rizzotto portarono all'arresto del Navarra, accusato di esserne il mandante, che fu dapprima tradotto nelle carceri di Palermo, e, considerato socialmente pericoloso, successivamente sottoposto a regime di confino di polizia a Gioiosa Jonica, che scontò per pochi mesi, seppur previsto per cinque anni. Durante il periodo di confino in Calabria, in segno di solidarietà, Navarra avrebbe ricevuto finanziamenti da noti boss della mafia italoamericana, e durante il periodo di detenzione a Palermo, avrebbe ricevuto la visita di Girolamo Bellavista, suo avvocato di fiducia e deputato del PLI, contro il quale il Navarra si sarebbe risentito per non avergli evitato il confino.

### Le divergenze con Liggio
La posizione del Navarra a capo della cosca mafiosa di Corleone fin da subito era minacciata da Collura, che non aveva accettato del tutto il ruolo di vicecapo, e con il quale ebbe numerosi contrasti. Collura, a cui venne assassinato il figlio Filippo nel 1951, fu a sua volta eliminato nel 1957. Tuttavia, all'interno della cosca emergeva prepotentemente la figura di Luciano Liggio detto Lucianeddu. Liggio, campiere del Navarra del feudo di Strasatto dal 1945, ambizioso e spregiudicato, si ritagliò un ruolo di primo piano e creò un proprio gruppo autonomo all'interno della cosca, e da suo fedelissimo divenne il suo principale nemico. La banda di Liggio, che costituiva il "braccio armato" della cosca, era dedita a compiere scorrerie ed ebbe numerosi scontri con le forze dell'ordine. In essa operava tra gli altri, un nucleo formato da tre picciotti poco più che ventenni, Salvatore Riina, Calogero Bagarella e Bernardo Provenzano.
I primi attriti tra Navarra e Liggio sorsero con il sostegno da parte del secondo del progetto di costruzione di una diga sul fiume Belice che avrebbe irrigato oltre centoseimila ettari di terra, in un'ampia area ricadente tra le province di Palermo, Trapani e Agrigento. Il progetto, elaborato dal Consorzio per la bonifica dell'alto e medio Belice presieduto da Francesco Saverio Starrabba, principe di Giardinelli, incontrava l'opposizione del Navarra, poiché avrebbe portato l'acqua oltre i monti e comportato la perdita del controllo dei pozzi. In occasione delle elezioni politiche del 1958, dove Navarra sostenne la DC, Liggio sostenne i Liberali, in particolare la candidatura del Principe di Giardinelli al Senato. L'esito plebiscitario delle elezioni in favore dei democristiani e la mancata elezione del Principe di Giardinelli consentirono al Navarra di poter attuare la rimozione del presidente e degli altri dirigenti del consorzio di bonifica, sostenuto dalle deleghe di migliaia di medi e piccoli coltivatori, e far sabotare così il progetto della diga.
Un altro affronto che Liggio recò a Navarra fu quando si mise contro Angelo Vintaloro, uno dei suoi più fedelissimi luogotenenti. Il Vintaloro aveva, infatti, acquistato 40 salme di terreno già di proprietà della famiglia dei baroni Cammarata nel feudo Piano della Scala, confinante con le terre della società armentizia di Liggio e con la disponibilità di un "baglio" in comune. Prima dell'acquisto, in ossequio alla regola di "rispetto" verso i confinanti, chiese il permesso di acquistare quell'appezzamento. Nessuna obiezione venne sollevata e l'acquisto fu così perfezionato; ma poco dopo, i fedelissimi di Liggio iniziarono una serie di danneggiamenti e di azioni di disturbo ai danni del Vintaloro, tanto da indurlo a disinteressarsi delle terre acquistate.
Navarra, per porre fine a tutti quegli episodi che ne avevano offuscato la sua potenza e la sua immagine, diede perciò l'ordine di far uccidere Liggio. Fu così organizzato un agguato contro Liggio, che venne attuato il 24 giugno 1958 a Piano della Scala, ritenuta la base operativa della banda da lui capeggiata. Secondo le indicazioni acquisite all'epoca dai carabinieri, oltre al Navarra, a commissionare l'omicidio ai danni del Liggio furono anche Vintaloro e Antonino Governali. L'alba di quel giorno, il commando si palesò in un'imboscata e iniziò a sparare, ma Liggio, lievemente ferito, rispose al fuoco fino a che gli aggressori non finirono le munizioni e fuggirono. Il piano di Navarra fallì.
Nel 1957, Navarra era stato nominato medico ispettore dell'INAIL per il comprensorio di Lercara Friddi.

### La morte
La reazione di Liggio per l'agguato subito avvenne due mesi più tardi: il pomeriggio del 2 agosto 1958 Michele Navarra fu ucciso mentre rientrava a Corleone da Lercara Friddi, sulla strada statale 118, in località Sant'Isidoro nella contrada Imbriaca nel territorio del comune di Prizzi, a bordo di una Fiat 1100 nera, assieme al giovane medico Giovanni Russo, completamente estraneo a qualsiasi fatto criminale. La Fiat 1100 venne crivellata di proiettili e poi fatta scendere giù per una scarpata: vennero ritrovati 124 bossoli a terra e 94 proiettili nel corpo del capomafia. A sparare furono tre pistole automatiche, un mitragliatore Thompson e un mitra calibro 6.35.
Due giorni dopo il suo assassinio vennero celebrati i funerali nella chiesa madre San Martino di Corleone. Quel giorno il paese, dove venne proclamato il lutto cittadino, ospitò mafiosi provenienti da tutta la Sicilia.
L'omicidio di Navarra diede origine a una lunga e sanguinosa faida a Corleone tra la fazione "navarriana" e quella "leggiana", che si interruppe nel 1963 allorché le forze dell'ordine operarono numerosi arresti nella zona. Per l'omicidio di Navarra e del dottor Russo furono denunciati Liggio, suo fratello Giuseppe Leggio e lo zio Leoluca Leggio, i quali nel 1962 vennero assolti dalla Corte d'assise del Tribunale di Palermo per insufficienza di prove. Diversi anni più tardi, con sentenza emessa il 23 dicembre 1970, la corte d'appello del Tribunale di Bari, condannò Liggio, all'epoca latitante, alla pena dell'ergastolo per l'omicidio di Navarra e di Russo.

## Citazioni
(Vito Ciancimino, citato in Attilio Bolzoni, Parole d'onore, 2008)